# Bonaventura Vulcanius
Bonaventura Vulcanius of De Smet (Brugge, 30 juni 1538 – Leiden, 9 oktober 1614) was een Zuid-Nederlands humanist en hoogleraar Grieks in Leiden in de jaren 1581-1610.

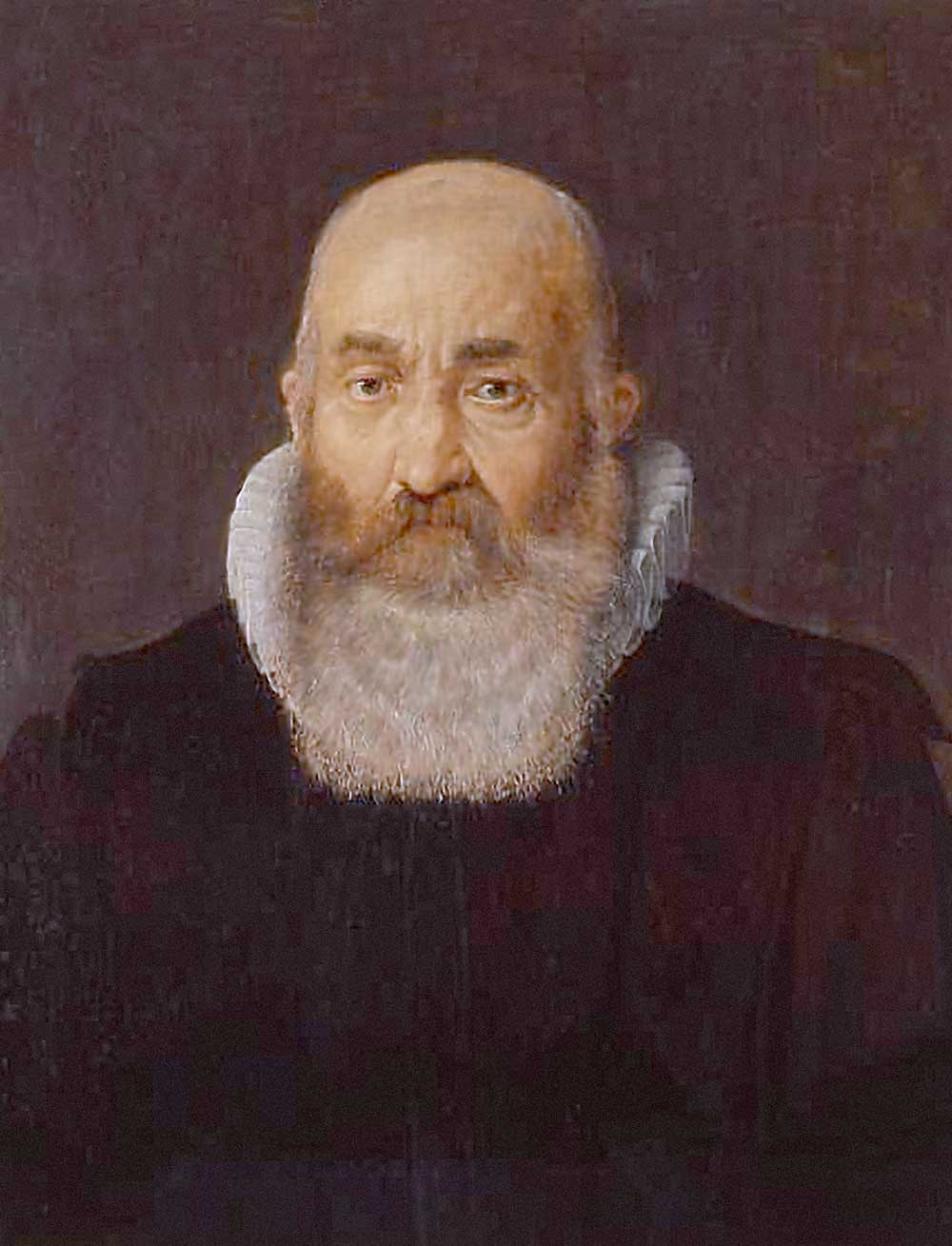
Portret van Bonaventura Vulcanius, 1609, Bijzondere Collecties Universiteit Leiden

## Levensloop
Bonaventura Vulcanius was de zoon van Petrus Vulcanius of Pieter De Smet (1503-1571) en Adrianette Tuwaert. Zijn vader was een kennis van Erasmus en toen Bonaventura werd geboren, was hij ambtenaar in dienst van de stad Brugge.
Bonaventura studeerde aan de Latijnse school in Diest onder Johannes Van der Meulen (Molanus). Hij vervolgde in de Latijnse school van de Bruggeling Johannes Otho in Gent en studeerde in de jaren 1555-1557 medicijnen en rechten in Leuven, waar hij een andere Bruggeling als leraar aantrof, Antonius Sylvius (Van den Bussche).
Daarna was hij korte tijd secretaris van een andere vriend van zijn vader, Georgius Cassander in Keulen, van wie hij meteen lessen in filosofie kreeg. In 1559 werd Bonaventura door de bemiddeling van zijn vader opgenomen onder de medewerkers van de hertog van Medina Celi, Luis de la Cerda, onderkoning van Napels. Hij bleef er echter niet lang en nadat hij in contact was gekomen met de historiograaf Paccius, werd hij door hem binnengeloodst als bibliothecaris bij de Spaanse humanist en bisschop van Burgos, Francesco de Mendoza y Bobadilla, om vervolgens van 1566 tot 1570 bij diens broer Fernando de Mendoza, de aartsdiaken van Toledo werkzaam te zijn. Tijdens dit verblijf in Spanje vertaalde Bonaventura Griekse kerkvaders in het Latijn. In 1571 keerde hij terug naar huis na het bericht dat zijn vader op sterven lag.
In de onrustige Nederlanden vond hij geen passende betrekking en daarom ging hij in 1573 weer naar Keulen, waar hij huisleraar werd. Een jaar later werd hem daar het hoogleraarschap Grieks aangeboden, maar wegens een vechtpartij om een meisje, waarbij Vulcanius flinke meppen uitdeelde, moest hij de stad verlaten. Na enige tijd in Genève en Bazel te hebben doorgebracht ging hij in 1577 naar Antwerpen en werd secretaris van Filips van Marnix van Sint-Aldegonde, burgemeester van Antwerpen, en tevens rector van de Latijnse school aldaar.
In februari 1578 aanvaardde hij tijdens een bezoek aan Leiden een benoeming als hoogleraar Grieks. Om onduidelijke redenen kwam hij pas drie jaar later daadwerkelijk naar Leiden, waar hij in september 1581 ook meteen secretaris van de senaat werd. Hij zette zich toen met hart en ziel in voor de universiteit, waar hij onder andere Daniël Heinsius en Hugo de Groot tot zijn leerlingen mocht rekenen. In 1610 werd hij door blindheid gedwongen ontslag te nemen. Hij overleed drie jaar later en werd op 13 oktober 1614 begraven in de Pieterskerk te Leiden. Het was wegens Vulcanius’ godsdienstige onverschilligheid – hij werd door sommigen zelfs een atheïst genoemd – moeilijk een lijkredenaar te vinden, maar uiteindelijk liet Petrus Cunaeus zich door de senaat van de universiteit overhalen die taak op zich te nemen.

## Werk
Vulcanius bezorgde een aantal belangrijke edities van Latijnse en Griekse auteurs. Hierbij had hij een voorkeur voor het ontsluiten van nog onbekende teksten en de publicatie van tekstversies uit nog onbekende handschriften, die hij vaak van uitstekende vertalingen in het Latijn voorzag. Tijdens zijn verblijf in Spanje hield hij zich onder andere bezig met Cyrillus van Alexandrië, van wie hij twee geschriften uitgaf (Keulen 1573). Tijdens zijn verblijf in Genève bezorgde hij een editie van Arrianus (Genève 1575) en tijdens zijn verblijf in Bazel van Isidorus van Sevilla (Bazel 1577). Uit zijn jaren in Leiden stammen onder andere edities van Callimachus, Moschus en Bion (Leiden 1584), van het werk De thematibus, een krijgskundig geschrift van de tiende-eeuwse Byzantijnse keizer Constantijn VII (Leiden 1588), van Agathias (Leiden 1594) en van Apuleius (Leiden 1594).
Hij was ook de eerste uitgever van een drietal traktaten van Cornelius Aurelius, die hij in 1586 bij Plantijn in Antwerpen én in Leiden uitgaf onder de titel Batavia.
Een origineel werk van Vulcanius is De literis et lingua Getarum sive Gothorum (Over de literatuur en de taal van de Geten of Gothen, Leiden 1597), dat hij schreef als een aanvulling op zijn uitgave van de 6de-eeuwse Getica van Jordanes (Leiden 1597). Veel ander origineel werk is in handschrift bewaard gebleven. Dat geldt onder andere voor zijn Latijnse poëzie, waarvan hij weliswaar aan het eind van zijn leven een bundeling had gemaakt om uitgegeven te worden, maar die nooit als zodanig is verschenen. Bijna al zijn poëzie was gelegenheidspoëzie, die wel regelmatig in het werk van anderen werd gepubliceerd.

## Publicaties
- Ariani de expeditione Alexandri Magni historiarum libri octo: Graece et Latine, Genève, 1575.
- Isidori Hispalensis, Episcopi, Originum libri viginti ex antiquitate erecti et variis lectionibus atque scholiis illustrati a B. Vulcanio. Fabri Planciadis et Fulgentii Virgilii expositio Sermonum antiquorum cum testimoniis Veterum Grammaticorum de proprietate et differentiis Latini Sermonis libelli Martiani Capellae libri XX, quorum 
  - 1 et 2 de Nuptiis Philologiae et Mercurii
  - 3. de arte grammatica
  - 4. de Dialectica
  - 5. de Rethorica
  - 6. de Geometria
  - 7. de Arithmetica
  - 8. de Astronomia
  - 9. de Musica.
- Cum annotationibus Bonaventuri Vulcanii, 1577.
- Callimachi Hymni, Epigrammata et Fragmenta, nec non Moschi et Bionis Idillia, Graece et Latine ex interpretatione et cum anotationibus B. Vulcanii, Antwerpen,1584. De Latijnse vertaling van Vulcanius is in dichtmaat.
- Constantini Porphyrogennetae de Thematibus liber sive de Agminibus Militaribus per imperium Orientale distributis, Graece, cum versione Latina subjuncta et notis Bonaventuri Vulcanii, 1580.
- Vulcanius beloofde het tweede deel van Constantinus (de Thematibus Imperii occidentalis) uittegeven. Hij heeft aan deze belofte niet voldaan. Frederik Morel heeft dit deel met zijne overzetting in het licht gegeven Paris. 1609 8o., en Meursius beide boeken met de vertalingen in zijne uitgaaf der werken van Constantinus. L.B. 1617, 8o.
- Aristoteles de Mundo Graece cum duplici interpretatione Latina, priore quidem L. Apulejï altera vero Guilielmi Budaei cum scholiis Bonaventura Vulcanii tam in Aristotelem quam in utrumque ejus interpretem, Accessit seorsim Gregorii Cyprii Encomium Maris Graeciae, et Pauli Silentiaris Jambica, 1591.
- Agathiae Scholiastici de Imperio et rebus gestis Imperatoris Justiniani libri V, ex interpretatione B.V. cum ejusdem Notis et Coronide Epigrammatum Agathiae, Metaphrasi donata a Josepho Scaligero et Jano Dousa, 1594.
- Nili Archiepiscopi Thessalonicensis de Papatu Papae Romani libri duo et de igne Purgatorio liber singularis, 1595.
- Cum notis Salmasii, 1608.
- Theophylacti Simocatae Quaestiones Physicae et Epistolae. Item Cassii Jatrosophistae Quaestiones Medicae, 1596.
- Journandes Episcopus Ravennas de Getarum sive Gothorum origme et rebus gestis. Isidori Chronicon Gothorum, Vandelorum, Suevorum et Virsigothorum. Procopii fragmentum de priscis sedibus et migiationibus Gothorun, Graece et Latinè. Accessit et Journandes de Regnorum et Temporum successione, Omnia ex recognitione et cum notis Bonaventuri Vulcanii, 1597.
- De litteris et lingua Getarum, sive Gothorum, Item de notis Longobardicis, Quibus accesserunt specimina variarum linguarum, 1597, * ulejus ex editione Petri Colvii, recensitus a Bonaventuri Vulcanii, 1601
- Thesauri utriusque linguae, hoc est, Philoxeni aliorumque veterum glossaria Latino - Graeca et Graeco - Latina. Isidori Glossae Latinae veteris Grammatici Latine et Graece, qui de proprietate et differentiis vocubulorum scripserunt, omnia cum notis, 1600.
- S. Cyrilli Alexandrinl adversus Anthropomorphistas liber, et de Incarnatione libri duo. Graece et Latine,1605 Deze vertaling is ook in de editie S. Cyrilli van Jean Aubert, Parijs, 1638.
- Poemata et Effigies trium fratrum Belgarum, Nicolai Grudii, Hadriani Marii, Joannis Secundi Nicol. etc. Johannis Secundi Reginae Picuniae Regiam accessit Lusschi Antonii, Vicentini, Domus Pudicitiae et Dominici Lampsonii Brugensis, 1612.
- S. Cyrilli Alexandrini Thesaurus de sancta et consubstantiali Trinitate.
- Cornelii Aurelii Goud. Defensio gloriae Bataviae.
- Cornelii Aurelii Elucidarium variarum questionum super Batavina regione.
- Cornelii Aurelii de situ et laudibus Bataviae, ap. Raphel, 1586 met een Lat. gedicht van Vulcanius.